# 루비스 총기 난사 사건

텍사스주 킬린의 위치

루비스 총기 난사 사건(Luby's shooting) 또는 루비스 학살(Luby's massacre)은 1991년 10월 16일 텍사스주 벨군 킬린에 있는 루비스 카페테리아에서 발생한 총기 난사 사건이다. 가해자 조지 헤나드(George Hennard)는 픽업트럭을 몰고 레스토랑 앞 창문을 들이받은 뒤 총격을 가해 23명이 사망하고 27명이 부상을 입었다. 헤나드는 경찰과 짧은 총격전을 벌여 심각한 부상을 입었지만 항복하라는 명령을 거부하고 결국 스스로 목숨을 끊었다.
이 총격 사건은 2007년 버지니아 공대 총기 난사 사건을 넘어설 때까지 미국 현대 역사상 가장 치명적인 총격 사건이었다.

## 같이 보기
- 미국의 총기 난사
- 2009년 포트 후드 총기 난사 사건, 2014년 포트 후드 총기 난사 사건
- 산이시드로 맥도날드 학살 사건